# Voderady
Voderady (ungarisch Vedrőd, dt. hist. Woderad) ist eine Gemeinde in der Westslowakei mit 1783 Einwohnern (Stand 31. Dezember 2024), die zum Okres Trnava, einem Teil des Trnavský kraj gehört.

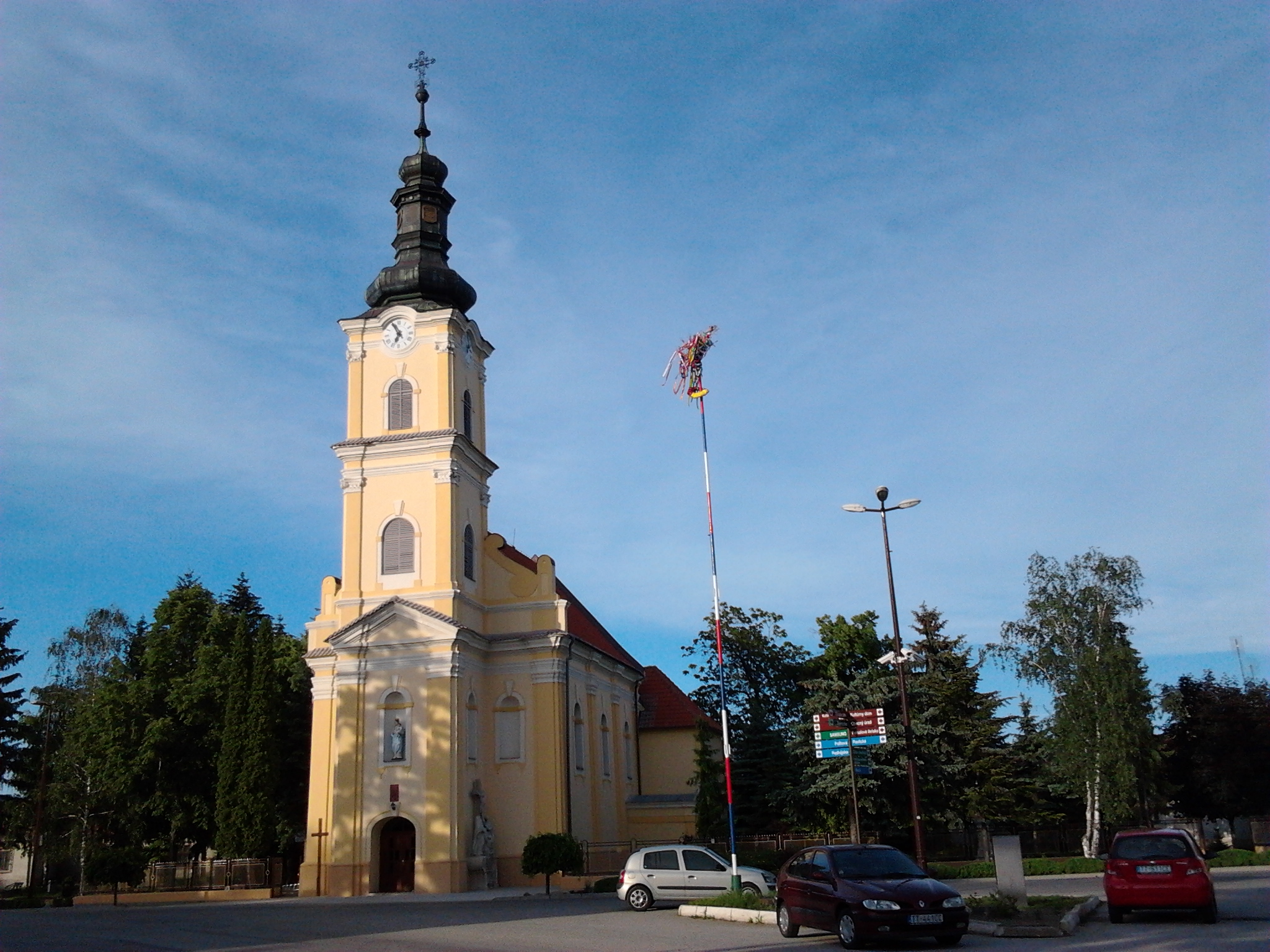

## Geographie
Die Gemeinde befindet sich am Rande des Hügellandes Trnavská pahorkatina (Teil des slowakischen Donautieflands) am Flüsschen Gidra sowie dessen linken Zufluss Ronava. Das Gemeindegebiet ist weitgehend entwaldet und von Schwarz- und Auböden bedeckt und somit für Landwirtschaft geeignet. Das Ortszentrum liegt auf einer Höhe von 134 m n.m. und ist 12 km südlich von Trnava entfernt.
Nachbargemeinden sind Slovenská Nová Ves und Zeleneč im Norden, Majcichov im Osten, Pavlice im Süden und Veľký Grob im Westen.

## Geschichte
Voderady wurde 1243 erstmals als Wederad erwähnt. Das Dorf wechselte oft seine Besitzer, im 18. Jahrhundert wurde es von den Zichys verwaltet, die hier ein Landschloss bauten. 1828 zählte man im Ort 87 Häuser und 647 Einwohner, die vorwiegend in Landwirtschaft beschäftigt waren.
Bis 1918 gehörte der im Komitat Pressburg liegende Ort zum Königreich Ungarn und kam danach zur Tschechoslowakei beziehungsweise heute Slowakei. 1974–1990 waren die Nachbarorte Pavlice und Slovenská Nová Ves ein Teil der Gemeinde.

## Bevölkerung
| Jahr                | 1994 | 2004    | 2014    | 2024     |
| ------------------- | ---- | ------- | ------- | -------- |
| Anzahl der Personen | 1249 | 1330    | 1446    | 1783     |
| Unterschied         |      | +6,48 % | +8,72 % | +23,30 % |

| Jahr                | 2023 | 2024    |
| ------------------- | ---- | ------- |
| Anzahl der Personen | 1754 | 1783    |
| Unterschied         |      | +1,65 % |

Nach der Volkszählung 2011 wohnten in Voderady 1384 Einwohner, davon 1334 Slowaken, 14 Roma, sieben Tschechen und je ein Bulgare, Deutsche, Magyare, Mährer und Serbe. 21 Einwohner machten keine Angabe. 1153 Einwohner gehörten zur römisch-katholischen Kirche, je sechs Einwohner zur evangelischen Kirche A. B. und zur apostolischen Kirche, fünf Einwohner zur evangelistischen Kirche und je ein Einwohner zur griechisch-katholischen Kirche, neuapostolischen Kirche und tschechoslowakisch-hussitischen Kirche; zwei Einwohner waren anderer Konfession. 94 Einwohner waren konfessionslos und bei 112 Einwohnern ist die Konfession nicht ermittelt.
Ergebnisse nach der Volkszählung 2001 (911 Einwohner):
| Nach Ethnie: - 97,12 % Slowaken - 1,44 % Roma - 0,61 % Tschechen - 0,15 % Magyaren | Nach Konfession: - 93,41 % römisch-katholisch - 4,01 % konfessionslos - 1,89 % keine Angabe - 0,53 % evangelisch - 0,15 % griechisch-katholisch |

## Bauwerke
- römisch-katholische Kirche des Hl. Andreas aus dem Jahr 1714.
- Zichy-Landschloss mit einem Park aus der Hälfte des 18. Jahrhunderts, 1860 erweitert

## Wirtschaft
Nordöstlich, aber noch zum Gemeindegebiet von Voderady gehörend befindet sich ein Industriepark, wo seit 2007 ein Samsung-Werk zur Herstellung von LCD-Modulen samt Lieferantenfirmen ansässig ist. Zwecks besserer Anbindung wurde 2009 die Anschlussstelle Voderady am 44. Kilometer der Autobahn D1 eröffnet.
Am 30. Oktober 2013 wurde in der Gemarkung Jozefov dvor ein Outlet-Store namens One Fashion Outlet eröffnet.